# Liste der Bodendenkmale in Karsdorf
In der Liste der Bodendenkmale in Karsdorf sind alle Bodendenkmale der Gemeinde Karsdorf und ihrer Ortsteile aufgelistet. Grundlage ist die Veröffentlichung der Landesdenkmalliste mit Stand vom 25. Februar 2016. Die Baudenkmale sind in der Liste der Kulturdenkmale in Karsdorf aufgeführt.
| Denkmal-ID | Fundart            | Ortsteil | Bezeichnung            | Zeitstellung | Lage                                                                          | Bemerkungen                                                                                  | Bild |
| ---------- | ------------------ | -------- | ---------------------- | ------------ | ----------------------------------------------------------------------------- | -------------------------------------------------------------------------------------------- | ---- |
| 428300254  | Befestigung > Burg | Karsdorf | Spornburg „Hohe Gräte“ | Mittelalter  | 0,5 km nordöstlich vom Ort, Höhenrücken über Ort am Rande des Tagebaus (Lage) | Reste eines Burghügels mit südlich vorgelagerten Sporn, kaum noch vorhandene Denkmalstruktur |      |